# 가라시

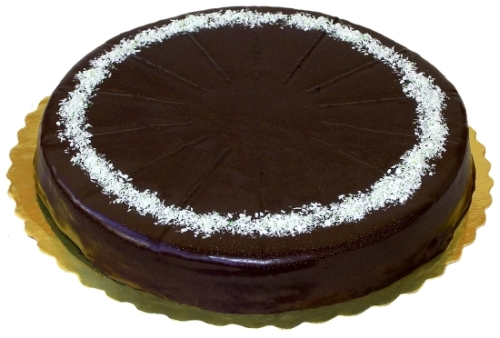
가라시 케이크

가라시(불가리아어: гараш)는 매우 유명한 불가리아 요리로 일종의 케이크이다. 이름은 헝가리어에서 유래했다. 불가리아의 빵집이나 식당에서 흔히 볼 수 있다.

## 만들기
반죽물을 만들어 2 mm 두께의 케이크 플레이트 5개를 만든다. 반죽 재료는 호두(살) 200 g, 가루 설탕 200 g, 밀가루 20 g, 달걀 흰자 8개이다. 굽고 나서 식힌 후, 위쪽, 아랫쪽, 옆쪽 그리고 사이사이에 스위트 크림이나 초콜릿 등을 재료로 하는 프로스팅을 얹는다. 그 뒤, 초콜릿 아이싱으로 덮는다.